# U zij de glorie
U zij de glorie is een christelijk lied. Het lied is een vertaling van het Franstalige lied À toi la gloire, dat in 1884 door Edmond Budry (1854-1932) werd geschreven. De melodie is uit het oratorium Judas Macabaeus van Georg Friedrich Händel (1685-1759). De Nederlandse berijmde vertaling (hieronder weergegeven) is van Jan Willem Schulte Nordholt (1920-1995). Hoewel niet bestemd voor publicatie is ze heel bekend geworden. Ze is onder andere te vinden in de Opwekkingsbundel en in de Gezangen voor Liturgie (GvL.532). Een nieuwere versie is van de hand van Henk Jongerius; deze tekst is opgenomen in het Liedboek van 2013.
Het lied wordt vaak bij huwelijken en begrafenissen gezongen en is een standaard onderdeel van de Heilige Missen met Pasen. Bekend zijn de uitvoeringen tijdens de huwelijken en begrafenissen van het Nederlands koningshuis. Bij deze koninklijke gelegenheden wordt vaak de originele Franse tekst gezongen.

## Tekst
| Originele Franse tekst | Nederlandse berijming |
| --- | --- |
| 1. À toi la gloire, O Ressuscité! À toi la victoire pour l’éternité! Brillant de lumière, l’ange est descendu, Il roule la Pierre du tombeau vaincu. À toi la gloire, O Ressuscité! À toi la victoire pour l’éternité! 2. Vois-le paraître: C’est lui, c’est Jésus, Ton Sauveur, ton Maître, Oh! ne doute plus! Sois dans l’allégresse, peuple du Seigneur, Et redis sans cesse: Le Christ est vainqueur! À toi la gloire, O Ressuscité! À toi la victoire pour l’éternité! 3. Craindrais-je encore? Il vit à jamais, Celui que j’adore, le Prince de paix; Il est ma victoire, mon puissant soutien, Ma vie et ma gloire : non, je ne crains rien! À toi la gloire, O Ressuscité! À toi la victoire pour l’éternité! | 1. U zij de glorie, opgestane Heer, U zij de victorie, nu en immermeer. Uit een blinkend stromen daalde d'engel af, heeft de steen genomen van 't overwonnen graf. U zij de glorie, opgestane Heer, U zij de victorie, nu en immermeer. 2. Zie Hem verschijnen, Jezus, onze Heer, Hij brengt al de zijnen in zijn armen weer. Weest dan volk des Heren blijde en welgezind en zegt telkenkere: "Christus overwint." U zij de glorie, opgestane Heer. U zij de victorie, nu en immermeer. 3. Zou ik nog vrezen, nu Hij eeuwig leeft, Die mij heeft genezen, Die mij vrede geeft? In zijn godd'lijk wezen is mijn glorie groot, niets heb ik te vrezen in leven en in dood U zij de glorie, opgestane Heer. U zij de victorie, nu en immermeer. |

## Tv-programma
Van 1978 tot 1990 bracht de NCRV-televisie een programma genaamd U zij de glorie. Hierin werd koor- en samenzang ten gehore gebracht. Tot de presentatoren behoorden onder anderen Lisette Hordijk en Jan Stolk.